# Мойсес Сантьяго Бертоні
Мойсес Сантьяго Бертоні (італ. Mosè Giacomo Bertoni, 1857—1929) — італійськомовний швейцарсько-парагвайський натураліст, ботанік та письменник-анархіст. Провівши дослідження у Східному Парагваї в 1899 році, він першим описав стевію медову. Він був братом юриста, дослідника та політика Бренно Бертоні та двоюрідним братом анархіста Луїджі Бертоні.
Його ботанічні колекції зберігаються в Sociedad Sientífica del Paraguay, а потім були відновлені Conservatoire et Jardin botanique de la Ville de Genève (Швейцарія).
Мосе Бертоні залишив після себе численні неопубліковані рукописи. його найамбітніша праця, 18-томна енциклопедія «Descripción física, económica y social del Paraguay» («Фізичний, економічний та соціальний опис Парагваю»), залишилася незавершеною. На її основі опубліковано тритомну працю «La Civilización guaraní», в якій він описав народ гуарані.
На його честь названо місто на південному сході Парагваю — Doctor Moisés Bertoni. У 2007 році у Фос-де-Ігуасу засновано середню школу «Colégio Bertoni».

## Життя
Мосе Бертоні народився в кантоні Тічино в Лоттіньї в долині Бленіо, син Амброджо Бертоні, колишнього католицького священника, юриста та ліберального політика, та Джузеппіни Торріані, вчительки. Родина Бертоні активно займалася торгівлею в Мілані. Молодий Мосе Бертоні захоплювався природничими науками та рано розвинув інтерес до культурної антропології. Бертоні навчався в середній школі в Лугано та вступив до Женевського університету в 1875 році для вивчення права, а восени 1876 року — до Цюрихського університету для вивчення природничих наук, яке він продовжив у Женеві з кількома перервами в 1877 році. 4 січня 1876 року Бертоні одружився з Євгенією Россетті. Наступного року Бертоні познайомився в Женеві з російським анархістом Петром Олексійовичем Кропоткіним та географом-анархістом Елізе Реклю, які надихнули його на подорож до Південної Америки. Тож, незадовго до завершення навчання, 3 березня 1884 року, Бертоні вирушив на кораблі «Північна Америка II» з Генуї до Буенос-Айреса, прибувши туди 30 березня 1884 року. Його супроводжували вагітна дружина, четверо дітей, мати Джузеппіна Торріані та близько 40 фермерів з долини Бленіо, які поділяли його бачення анархо-соціалістичної колонії поселенців. Колонія мала бути заснована на самозабезпеченні та служити науковим цілям.
Колонії, засновані в Аргентині та Парагваї. За допомогою корінних жителів Тічино, які раніше емігрували до Аргентини, він з 1887 по 1889 рік побудував лісову та сільськогосподарську колонію «Гільєрмо Телль» (Вільгельм Телль), тепер відому як Пуерто-Бертоні, трохи південніше водоспаду Ігуасу на парагвайському боці річки Парана. У 1894 році Бертоні заснував Національну сільськогосподарську школу в Асунсьйоні, якою він керував до 1904 року. Потім він повернувся до Пуерто-Бертоні та, за підтримки своєї великої родини, інтенсивно вивчав ботаніку, метеорологію, агрономію, географію, зоологію та етнографію. Він зв'язався з натуралістом та ботаніком Емілем Гасслером. Поступово Пуерто-Бертоні перетворився на науковий центр зі світовими зв'язками. Для публікації своїх праць Бертоні заснував друкарню «Ex Sylvis» («З лісу») у 1918 році. Він першим класифікував рослину Stevia rebaudiana, яка використовується як натуральний підсолоджувач.
Економічна криза 1915 року також не помилувала колонію: їй бракувало необхідних ресурсів для проведення досліджень та публікацій. Патріархальна родина з 13 дітьми поступово розпалася. 19 вересня 1929 року Бертоні помер від малярії у Фош-ду-Ігуасу, самотній і без грошей. Його дружина, Євгенія, померла 24 серпня. На момент його смерті (1929) бібліографія Бертоні налічувала понад 500 публікацій. Нині образ уродженця Тічино в Парагваї є майже міфічним через його роль мудреця (його називали ель Сабіо), а в 1998 році в Пуерто-Бертоні засновано музей, присвячений йому.